# Tasiocera orientalis
Tasiocera orientalis är en tvåvingeart som beskrevs av Edwards 1928. Tasiocera orientalis ingår i släktet Tasiocera och familjen småharkrankar. Inga underarter finns listade i Catalogue of Life.